# Курьяновский сельский округ (Московская область)
Курьяновский сельский округ — упразднённая административно-территориальная единица, существовавшая на территории Волоколамского района Московской области в 1994—2006 годах.
Курьяновский сельсовет возник в первые годы советской власти. В 1921 году он числился в составе Бухоловской волости Волоколамского уезда Московской губернии.
В 1924 году из Курьяновского с/с выделился Назарьевский с/с, а в 1927 — Афанасовский с/с.
В 1926 году Курьяновский с/с включал 2 населённых пункта — Курьяново и Афанасово.
В 1929 году Курьяновский сельсовет был отнесён к Волоколамскому району Московского округа Московской области. При этом Афанасовский с/с был присоединён к Курьяновскому.
14 июня 1954 года к Курьяновскому с/с был присоединён Чубаровский с/с.
5 февраля 1975 года было исключено из учётных данных селение Болвасово Курьяновского с/с. 23 июня 1988 года та же участь постигла селение Чубарово.
3 февраля 1994 года Курьяновский с/с был преобразован в Курьяновский сельский округ.
В ходе муниципальной реформы 2005 года Курьяновский сельский округ прекратил своё существование как муниципальная единица. При этом все его населённые пункты были переданы в сельское поселение Ярополецкое.
29 ноября 2006 года Курьяновский сельский округ исключён из учётных данных административно-территориальных и территориальных единиц Московской области.